# 陳世杰 (編劇)
陳世杰（1966年6月27日—），出生於臺灣嘉義縣大林鎮，為台灣影視編劇、導演和劇場編劇教師。大學就讀於國立藝術學院戲劇系（現為國立臺北藝術大學）。畢業於國立臺灣大學戲劇研究所戲劇創作組。過去任教於世新大學廣電學系、台灣藝術大學廣電學系，現為中國文化大學戲劇學系專業副教授。曾任2009年第46屆金馬獎評審、2012年第47屆電視金鐘獎戲劇類評審。
陳世杰的作品風格多變，無論是懸疑詭譎、溫馨歡樂都能駕輕就熟，像是《愛殺17》、《孽子》、《倪亞達》等等膾炙人口的作品，皆出自他之手，其創作領域更是跨越影視、劇場、詞曲，更曾以《徵婚啟事》在1999年亞太影展榮獲最佳編劇；2003年以《孽子》入圍電視金鐘獎戲劇類最佳編劇；2006年以《愛殺17》獲得電視金鐘獎戲劇類最佳編劇的殊榮。

## 作品

### 影視編劇作品
- 2020《妖怪人間 (電視劇)》│王詞仰、馬毓廷共同原作│世界柔軟數位影像製作│公共電視台│馬毓廷導演
- 2017《植劇場－天黑請閉眼》（《植劇場》系列作品）│王詞仰共同編劇│台視│八大綜合台│柯貞年、陳玉勳導演
- 2017《積木之家》（《植劇場》系列作品）│王詞仰共同編劇│台視│八大綜合台│廖士涵導演
- 2011《倪亞達》台視│八大電視台│曹瑞原導演
- 2011《人生劇展—回聲》│王詞仰共同編劇│公共電視台│趙正平導演
- 2010《人生劇展—我的青春路》公共電視台│郎祖筠導演
- 2008《人生劇展—蟹足》公共電視台│王偉忠、陳世杰導演
- 2006《愛殺17》三匠影視有限公司│中視│八大綜合台│劉議鴻、林清振導演
- 2005《愛在星光燦爛時》華視│陳世杰導演
- 2005《孤戀花》止奔影像有限公司│華視│曹瑞原導演
- 2003《狂愛龍捲風》│可米瑞智│華視│柴智屏、徐譽庭、周平之、毛訓容共同編劇│吳思达、黃克義導演
- 2003《孽子》│王詞仰共同編劇│寶花製作│公共電視台│曹瑞原導演

### 電影劇本
- 2012年《飲食男女：好遠又好近》入圍柏林影展美食單元
- 2006年《青春蝴蝶孤戀花》榮獲印度新德里影展評審團特別獎
- 1998年《徵婚啟事》入圍紐約影展、亞太影展
- 1996年《我的美麗與哀愁》
- 1994年《只要為你活一天》入圍盧卡諾影展、坎城影展一種注目單元

### 舞台劇導演作品
- 2024《第三者》（春河劇團，城市舞台）

### 舞台劇劇本作品
- 2024《第三者》（春河劇團，城市舞台）
- 2004《台北上午零時》（明華園與春禾劇團聯演，台北藝術季，中山堂）
- 2001《歡喜鴛鴦樓—Q版救風塵》（春禾劇團，國家戲劇院及全省巡迴）
- 1998《辭冬》（台南人劇團，台南吳園藝文館）
- 1994《謎底，嗯…（Medium）》（兼任導演，中國時報人間劇展，天母誠品）

### 戲劇表演指導
- 中國文化大學戲劇學系第53屆《青春悲懷－台灣愛滋戰場紀實戲劇》
- 中國文化大學戲劇學系第51屆《海鷗不會飛》
- 中國文化大學戲劇學系第50屆《西遊Online》
- 中國文化大學戲劇學系第49屆《我要我們在一起》
- 中國文化大學戲劇學系第48屆《尋找布魯》

### 專書
- 2003年：《孽子劇本書》，公共電視文化基金會，陳世杰、王詞仰
- 1996年：《我的美麗與哀愁》，遠流出版公司，陳世杰、陳國富
- 1994年：《謎底，嗯…（Medium）》，時報出版公司，陳世杰、馮光遠

### 研討會論文
- 2006年：《靈光乍現以後：淺談戲劇節目腳本寫作》，文化大學大眾傳播學系《廣電暨新興媒體寫作的理論與實務》，台北。五南出版社。

## 獎項
| 年份 | 獲提名                                   | 獎項                           | 結果 |
| ---- | ---------------------------------------- | ------------------------------ | ---- |
| 2017 | 《植劇場－天黑請閉眼》                   | 第52屆金鐘獎戲劇節目最佳編劇獎 | 提名 |
| 2006 | 《愛殺17》                               | 第41屆金鐘獎戲劇節目最佳編劇獎 | 獲獎 |
| 2005 | 《孤戀花》                               | 第40屆金鐘獎戲劇節目最佳編劇獎 | 提名 |
| 2003 | 《孽子》                                 | 第38屆金鐘獎戲劇節目最佳編劇獎 | 提名 |
| 2003 | 《名揚四海》                             | 第38屆金鐘獎戲劇節目最佳編劇獎 | 獲獎 |
| 1999 | 《徵婚啟事》                             | 亞太影展最佳編劇               | 獲獎 |
| 1998 | 《徵婚啟事》                             | 金馬獎最佳改編劇本             | 提名 |
| 1992 | 《少年吔，安啦！》電影歌曲「無聲的所在」 | 第29屆金馬獎最佳電影歌曲       | 提名 |